# Martina Weber (Fußballspielerin)
Martina Weber (* 24. Oktober 1964) ist eine ehemalige deutsche Fußballspielerin.

## Karriere
Weber spielte zuletzt im Seniorinnenbereich für den Bundesliganeuling SC Klinge Seckach, dem sie von 1990 bis 1997 durchgängig in der Gruppe Süd der seinerzeit zweigleisigen Bundesliga angehörte. Während ihrer Vereinszugehörigkeit bestritt sie 93 Punktspiele, in denen sie elf Tore erzielte. Ihr erstes Spiel in der höchsten Spielklasse beging sie zum Saisonstart am 2. September 1990 beim 2:2-Unentschieden im Auswärtsspiel gegen den VfL Sindelfingen und erzielte mit dem Treffer zum Endstand in der 65. Minute ihr erstes Bundesligator und damit auch das zweite in der Bundesliga für den Verein. Am 4. November 1990 (8. Spieltag) gelang ihr beim 3:1-Sieg im Auswärtsspiel gegen den SC 07 Bad Neuenahr ein Doppelttor-Erfolg, wie auch am 26. April 1992 (17. Spieltag der Folgesaison) beim 3:3-Unentschieden im Heimspiel gegen den FC Bayern München.
Höhepunkt während ihrer Vereinszugehörigkeit war das Mitwirken im Finale um den Vereinspokal am 25. Mai 1996 im Olympiastadion Berlin, das ihre Mannschaft erreicht hatte. Vor 40.000 Zuschauern – als Vorspiel zum Männerfinale – wurde dieses mit 1:2 gegen den FSV Frankfurt verloren.

## Erfolge
- DFB-Pokal-Finalist 1996